# Georg Philipp Telemann
Georg Philipp Telemann, nemški skladatelj, * 14. marec 1681, Magdeburg, Nemčija, † 25. junij 1767, Hamburg.
Telemann je bil za časa svojega življenja veliko bolj znan in slaven kot njegov sodobnik Johann Sebastian Bach. Ko je bilo leta 1722 razpisano mesto kantorja v cerkvi sv. Tomaža v Leipzigu, je Telemann na veliko žalost mestnih očetov umaknil svojo prošnjo za nastavitev in tako so se morali zadovoljiti z veliko manj znanim J. S. Bachom. Telemann je bil z Bachom v prijateljskih odnosih, saj je bil celo krstni boter njegovemu sinu Carlu Philippu Emanuelu. Bach je tudi cenil Telemanna kot skladatelja in tudi izvajal njegove kantate. Prav tako je imel Händel v subskripciji naročene vse skladbe, ki jih je Telemann izdal v tisku in je tudi zložil več variacij na Telemannove teme. 
Telemann je bil vse svoje življenje napreden skladatelj, saj je v svoji kompozicijski tehniki in glasbenem izrazu držal korak s skladatelji, ki bi lahko bili njegovi vnuki. Ko je leta 1721 prišel v Hamburg, je poleg drugih dolžnosti prevzel glasbeno vodstvo pri petih glavnih mestnih cerkvah. Kot tak je bil obvezan skomponirati vsako leto en pasijon, ki so ga izvajali po vrstnem redu vsakokrat v drugi cerkvi. Tako je mojster napisal v 46 letih bivanja v Hamburgu 46 pasijonov (22 jih je ohranjenih), kantate za 23 cerkvenih let, 15 maš, nekaj oratorijev, mnoge čudovite cerkvene pesmi, ki so še danes žive v evangeličanskih cerkvah, okoli 1000 orkesterskih suit, uverture, 3 sonate, solo sonate, komorna in klavirska dela, skladbe za orgle. Urejal je prvi nemški glasbeni časopis in ni čudno, da so ga nekateri zasmehovali »čečkač«, drugi pa so ga poimenovali oče nemške, cerkvene glasbe. Poleg vsega pa je še našel nekaj časa za svoje priljubljeno vrtnarjenje. Umrl je slavljen in občudovan v starosti 86 let v Hamburgu. Njegovo delovno mesto je prevzel Carl Philipp Emanuel Bach.